# NHK长野放送局
NHK长野放送局，又译NHK长野广播电视台，是日本放送協會位於长野縣長野市、負責主管长野縣事務的地方广播电视台（放送局）。原本NHK长野广播电视台（放送局）只负责长野县北部地区；1988年，负责长野县中南部的NHK松本广播电视台（放送局）降格为NHK松本支局，隶属于NHK长野广播电视台（放送局）。

## 频道频率一览

### 电视频道
- NHK长野综合频道（呼号JONK-DTV）
- NHK长野教育频道（呼号JOLB-DTV）

### 广播频率
- NHK长野第一套广播（呼号JONK）
- NHK长野第二套广播（呼号JONB）
- NHK长野调频广播（呼号JONK-FM）

## 外部連結
- NHK長野放送局 （页面存档备份，存于）